# Winn Parish
Winn Parish (franska: Paroisse de Winn) är ett administrativt område, parish, i delstaten Louisiana, USA. År 2000 hade området 16 94 invånare. Den administrativa huvudorten är Winnfield.

## Geografi
Enligt United States Census Bureau har countyt en total area på 2 478 km². 2 462 av den arean är land och 17 km² är vatten.  

### Angränsande countyn
- Jackson Parish - norr
- Caldwell Parish - nordost
- La Salle Parish - sydost
- Grant Parish - söder
- Natchitoches Parish - väst
- Bienville Parish - nordväst

### Större städer och samhällen

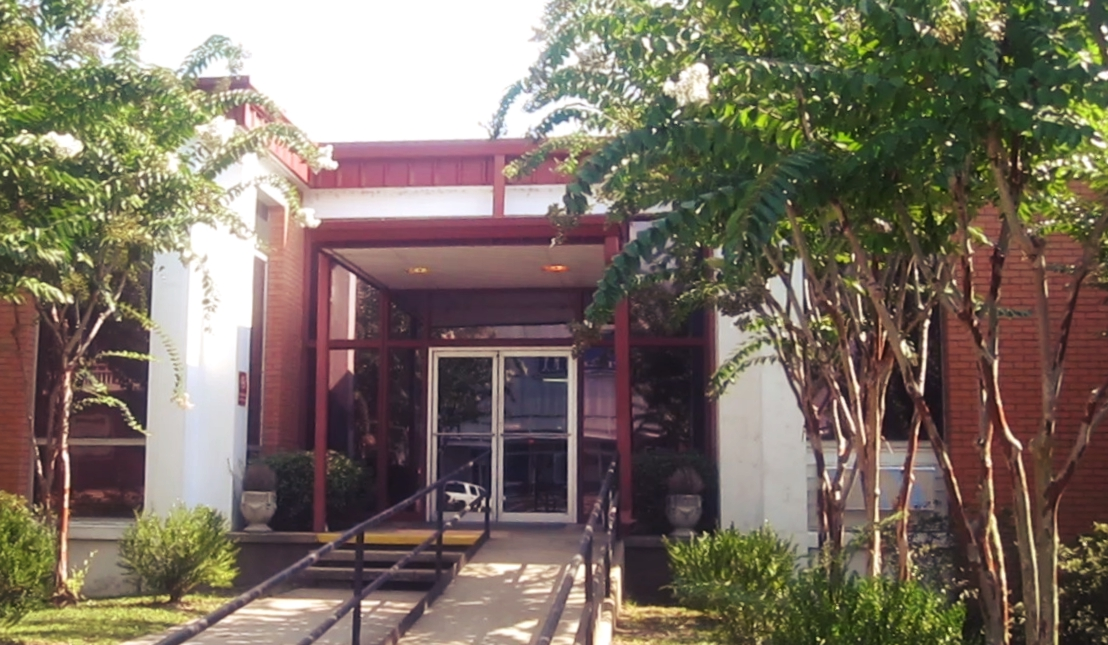
Winn Courthouse i Winnfield.

| - Atlanta - Calvin - Dodson | - Sikes - Tullos (delvis) - Winnfield |